# كلاه دراز عليا (مقاطعة غيلانغرب)
كلاه‌دراز عليا (بالفارسية: کلاه‌دراز علیا) هي قرية تقع في كرمانشاه في إيران. يقدر عدد سكانها بـ 328 نسمة .